# Crookes
Crookes – dzielnica w Sheffield, w Anglii, w South Yorkshire, w dystrykcie metropolitalnym Sheffield. W 2011 dzielnica liczyła 17 700 mieszkańców.